# Коледж мистецтв імені Ахмада Бобокулова
Коледж мистецтв імені Ахмада Бобокулова — навчальний заклад спеціальної професіональної освіти-мистецький коледж у столиці Таджикистану місті Душанбе. 
Має ім'я видатного таджицького оперного співака Ахмада Бобокулова (1931—1990).

## З історії та сьогодення закладу
Коледж мистецтв ім. А. Бобокулова як Душанбинське музичне училище був заснований у 1945 році, ставши першим професійним навчальним закладом, у якому були створені такі відділення: народних інструментів, духових, смичкових інструментів, фортепіано, диригентсько-хорове та композиторське. 
Першим директором Душанбинського музичного училища була Н. А. Буткевич.
Попри важкі післявоєнні роки, 1948 року училище діяло на місці Академічного театру опери та балету ім. С. Айні, тоді ж відбувся перший випуск навчального закладу. Перший диплом випускника цього ВНЗ отримав відомий таджицький композитор Якуб Сабзанов. 
За незалежного Таджикистану Душанбинське музичне училище отримало ім'я на честь видатного радянського таджицького артиста Ахмада Бобокулова. 
Від 2-ї половини 2000-х років музучилище було реорганізоване у коледж мистецтв імені А. Бобокулова. 
У теперішній час (навчальний рік 2009/2010) у коледжі навчається понад 220 дітей і підлітків, тут викладають близько 50 педагогів. 
1 червня 2010 року навчальний заклад урочисто відзначив свій 65-літній ювілей. 

## Джерело-посилання
- Коледж мистецтв імені Ахмада Бобокулова в Душанбе відзначає 65-річчя, інф. за 1 червня 2010 року на www.toptj.com[недоступне посилання з квітня 2019] (рос.)